# Jon Laukvik
Jon Laukvik, född den 16 oktober 1952 i Oslo, är en norsk organist.
Laukvik studerade kyrkomusik, orgel och piano i Oslo. Därefter fortsatte han hos Michael Schneider och Hugo Ruf i Köln och Marie-Claire Alain i Paris. År 1980 utsågs han till professor i orgelspel vid Hochschule für Musik und Darstellende Kunst i Stuttgart. Sedan 2001 är han även verksam vid Norges Musikhögskola i Oslo och sedan 2003 dessutom gästprofessor vid Royal Academy of Music i London.

## Priser och utmärkelser
- 1977: International organ week Nuremberg
- 1977: International organ competition  (Deutscher evangelischer Kirchentag)